# La Guancha
La Guancha é um município da Espanha na província de Santa Cruz de Tenerife, comunidade autónoma das Canárias. Tem 23,8 km² de área e em 2021 tinha 5 553 habitantes (densidade: 233,3 hab./km²).

## Demografia
| Variação demográfica do município entre 1991 e 2004 | Variação demográfica do município entre 1991 e 2004 | Variação demográfica do município entre 1991 e 2004 | Variação demográfica do município entre 1991 e 2004 |
| --------------------------------------------------- | --------------------------------------------------- | --------------------------------------------------- | --------------------------------------------------- |
| 1991                                                | 1996                                                | 2001                                                | 2004                                                |
| 5205                                                | 5232                                                | 5193                                                | 5372                                                |

|                          | Norte: Oceano Atlântico |                              |
| Oeste: Icod de los Vinos | Icod de los Vinos       | Leste: San Juan de la Rambla |
|                          | Sul: La Orotava         |                              |